# Arno Stern
Pour les articles homonymes, voir Stern.
Ne doit pas être confondu avec Arnó Stern.
Arno Stern, né le 23 juin 1924 à Cassel (Reich allemand) et mort le 30 juin 2024 à Chouppes, est un chercheur et pédagogue français, d'origine allemande. Inventeur du Closlieu et de la table-palette, découvreur du Jeu de peindre et de la sémiologie de l'expression, il est à l'origine d'une nouvelle attitude face à l'enfant aujourd'hui appelée écologie de l'enfance
. Il donne des conférences et des cours à travers le monde. Il a écrit des livres et des articles en diverses langues. Il est le fondateur de l'Institut de recherche en sémiologie de l'expression.

## Biographie
Arno Stern est né à Cassel, en Allemagne. Il fuit le nazisme, avec ses parents, qui s’installent en France en 1933. Ayant survécu aux poursuites, à la clandestinité, et après l’internement dans un camp de travail, il prend dans la banlieue parisienne en 1946 la responsabilité d'un atelier de peinture dans une maison pour orphelins de guerre. Il constate alors que les créations des enfants sont d'autant plus riches et personnelles quand elles sont effectuées librement, sans proposition de thème.
En 1948 est né son fils Bertrand Stern. Il crée un premier atelier à Paris, appelé Académie du jeudi, où il met en application ces idées avec des personnes de tous âges. Il installe également des ateliers dans des hôpitaux. Depuis 1960, il forme de nombreux élèves en France et dans le monde.
Son approche se distingue de l'art-thérapie avec laquelle elle pourrait être confondue. Arno Stern tient à cette distinction et au fait que ce qu'il propose n'est pas une thérapie mais plutôt une pratique qui est source de bienfait pour le développement des êtres (enfants ou adultes) sans chercher à atteindre aucun but proprement thérapeutique.
Conformément au souhait d'Arno Stern, sa femme Michèle Stern, ainsi que leurs enfants Éléonore (1976) et André Stern (1971), avec lesquels il a collaboré pendant plus de 30 ans, assurent aujourd'hui la continuité et le rayonnement de son œuvre.

## Le Closlieu
Arno Stern mit au point les conditions qu'il considérait comme idéales pour un atelier libre :
- un lieu clos, sans fenêtre, protégé du monde extérieur ;
- une table-palette mettant à disposition les couleurs sans nécessité de préparation.

À ces conditions matérielles s'ajoutent des règles du lieu :
- les peintures ne sortent jamais de l'atelier, et ne sont pas destinées à être vues ou commentées par d'autres personnes ;
- l'enfant ou l'adulte ne doit pas être influencé, il peint ce qu'il souhaite, et décide seul si son dessin est terminé.

« Le Jeu de peindre fonctionne, dans le Closlieu, selon un dispositif offrant, à la fois, la liberté de tracer selon la nécessité profonde de la personne, et reposant sur une très stricte discipline.

Il a lieu avec régularité, dans un groupe de 15 participants au maximum, ayant des âges divers (5 à 50 ans).
 
Chacun dispose de sa feuille, y trace selon une spontanéité retrouvée, le Closlieu crée les conditions favorables à la Formulation, une manifestation sans précédent dans l’histoire de l’humanité – la Formulation, un code original et universel, en prise directe avec la Mémoire organique. »

— Arno Stern

## LaFormulation
Les figures de la Formulation sont généralement considérées comme le produit de l’imagination. Pour Arno Stern, elles sont dictées par une nécessité organique, et elles s’accomplissent selon des lois spécifiques qui, seules, permettent de les comprendre. Il se dit l'initiateur d’un nouveau domaine scientifique : la sémiologie de l’expression.
Arno Stern a fait, entre 1966 et 1972, de nombreux séjours, dans le désert, la brousse, la forêt vierge, où il a fait peindre des populations non influencées par les apports de notre culture. Selon lui, et d'après les constatations qu'il a faites lors de ces voyages, l'expression créative des enfants suit des normes internes, qui font que l'on retrouve des formes similaires dans des cultures totalement différentes. Arno Stern a répertorié soixante-dix formes.

## Publications en français
- 1956 : Aspects et Technique de la peinture d’enfants (Ed. Delachaux et Niestlé)
- 1958 : Du dessin spontané aux techniques graphiques. ( A.Stern et P. Duquet)
- 1959 : Compréhension de l’art enfantin (préface de Françoise Dolto)
- 1962 : À la conquête de la 3ème dimension (A.Stern et P Duquet)
- 1963 : Le Langage plastique : étude des mécanismes de la création artistique de l'enfant
- 1966 : Une grammaire de l’art enfantin : [étude des mécanismes de la création artistique de l'enfant]
- 1967 : Entre éducateurs : réflexions sur l'éducation artistique
- 1968 : Une nouvelle compréhension de l’art enfantin
- 1970 : Initiation à l’éducation créatrice
- 1973 : L’Expression, ou l’Homo vulcanus
- 1974 : Le Monde des autres
- 1978 : Antonin et la Mémoire organique
- 1989 : Les Enfants du Closlieu (Ed. Hommes et Groupes, Paris)
- 2005 : Heureux comme un enfant qui peint (préface d’Albert Jacquard et photographies de Peter Lindbergh) (Ed. du Rocher)
- 2011 : Le Jeu de peindre (Ed. Actes Sud)
- 2013 : Le Closlieu : le jeu de peindre et la formulation
- 2014 : L'Âge d'or de l'Expression (Ed. Desclée de Brouwer)
- 2020 : La trace de la mémoire organique (Ed. Broché)
- 2023 : Poser sur nos enfants les yeux de la confiance (avec André Stern) (Ed. Marabout)

## Cinéma
- Alphabet d'Erwin Wagenhofer (2013) (France 2015)